# Elbo Herred
Elbo Herred er herred i det tidligere  Vejle Amt. I  middelalderen var det et distrikt under  Brusk Herred med navnet Elendæ, eller  Elnd (~Udland) og hørte det under Almindsyssel. Senere kom det under Koldinghus Len (i en periode i 1500-tallet til Hønborg Len) og fra 1660 Koldinghus Amt, indtil det i 1793 kom under det da dannede Vejle Amt.
Elbo Herred er det mindste i amtet, og udgør den yderste, østlige del af den halvø,   der skyder ud i Lillebælt mellem Vejle- og Kolding Fjord, med med  Trelde Næs og yderst Kasser Odde mod nordøst, og Snoghøj og Lyngs Odde mod sydøst. Mod vest grænser det til Holmans  og Brusk Herreder, fra hvilket det skilles ved den fra Vejle Fjord indtrængende Rands Fjord (eller Lillestrand) og Spang Å, der løber gennem den lavtliggende Elbodal. Herredet har måske været en ø, adskilt af Elbodalen, fra Rands Fjord til Gudsø Vig
I herredet ligger købstaden Fredericia og følgende sogne:
- Bredstrup Sogn
- Erritsø Sogn
- Taulov Sogn
- Vejlby Sogn

Indtil 2001 lå også Ullerup Sogn der bestod af de to vestlige landsbyer, Egum og Stoustrup, i herredet. Befolkningen deltes mellem Bredstrup Sogn og det nydannede Hannerup Sogn .